# Benno Cohen (Rabbiner)
Benno (Benjamin) Cohen (geboren am 11. April 1895 in Altona; gestorben am 31. März 1944 im KZ Auschwitz) war ein deutscher Rabbiner, Pädagoge und Autor.

## Leben und Wirken
Benno Cohen war ein Sohn des in Sobibor ermordeten Klaus-Rabbiners Jacob Cohen (1865–1943) und seiner Frau Henriette (Jette), geborene Franck (1866–1943, KZ Sobibor). Sein Großvater war der Klaus-Rabbiner Binjamin de Yona Cohen (1826–1880) aus Meknès. Nach einem Besuch des städtischen Realgymnasiums in Altona studierte Benno Cohen von 1914 bis 1920 Philosophie und Semitistik an Universitäten in Berlin, Frankfurt am Main, Hamburg und Gießen. Begleitend hierzu studierte er rabbinische Theologie in Hamburg, Preßburg, Frankfurt am Main und Berlin. 1921 wurde er in Gießen promoviert. Cohen war Soldat im Ersten Weltkrieg. 
Danach unterrichtete er für kurze Zeit Religion an der orthodoxen Israelitischen Synagogengemeinde Adass Jisroel zu Berlin. Außerdem predigte er in zwei Berliner Privatsynagogen. Von 1921 bis 1922 arbeitete er als Rabbiner für die orthodoxe Glaubensgemeinschaft Adass Jeschurun in Heilbronn. Dann ging er nach Berlin-Schöneberg, wo er als Rabbiner für den liberalen sefardischen Synagogenverein Lützowstraße wirkte.
Cohen engagierte sich in der Agudat Jisra’el und hatte Interesse an der portugiesischen Marranenbewegung.  1923 arbeitete er als Rabbiner an der Synagoge Steglitz in Berlin und von 1925 bis 1928 in Schönlanke. Danach wirkte er bis 1938 als jüngster Bezirksrabbiner von Friedrichstadt-Flensburg in Friedrichstadt und zu späterer Zeit als letzter Landesrabbiner von Schleswig-Holstein.
1937 zog Cohen, der regelmäßig in Altona und Hamburg als Seelsorger und Prediger tätig war, dauerhaft nach Hamburg. Hier schloss er sich der Deutsch-Israelitischen Gemeinde zu Hamburg und der portugiesisch-jüdischen Heiligen Gemeinde der Sphardim Beith Israel an. Nach der Reichspogromnacht verbrachte er einige Zeit im KZ Fuhlsbüttel und im KZ Sachsenhausen. Ende 1938 reiste er nach Amsterdam aus, wo er als Klaus-Rabbiner einer portugiesischen Synagoge arbeitete, die Kontakte zur Stiftung Ets Hayim hatte.
1941 wurden Cohen, seine Ehefrau Bertha, geborene Malina, (geboren 1869 in Regensburg) mit der Tochter Mirjam in das KZ Westerbork deportiert. Anschließend wurde er in das KZ Auschwitz transportiert und dort Ende März 1944 umgebracht.